# Duck Sauce

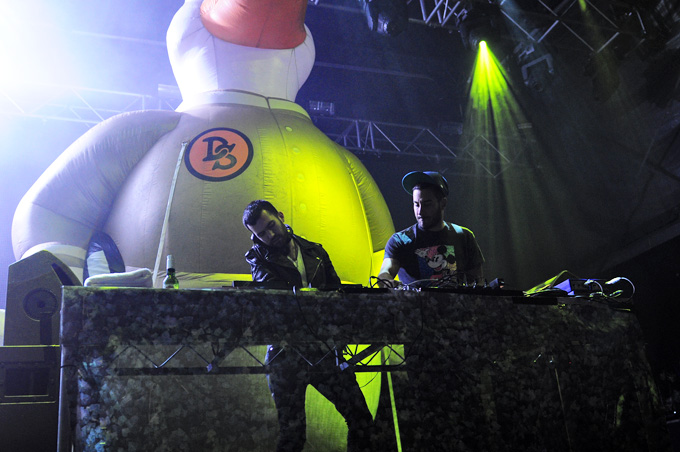
Duck Sauce, Parklife Festival, 2011

Duck Sauce ist ein gemeinsames Musikprojekt der beiden DJs Armand Van Helden und A-Trak. Es wurde 2009 in New York gegründet.

## Karriere
Ihren ersten Hit hatten sie 2009 mit dem Stück aNYway, das ein Top-40-Hit in mehreren europäischen Ländern wurde. 2010 folgte das nach der US-amerikanischen Sängerin Barbra Streisand benannte Stück. Das Lied Barbra Streisand verwendet als Sample das Lied Gotta Go Home von Boney M., welches seinerseits auf dem Lied Hallo Bimmelbahn von Nighttrain basiert. Komponiert wurde die Hookline vom Nighttrain-Gitarristen Heinz Huth. Produziert wurde die Boney-M-Version vom deutschen Produzenten und Sänger Frank Farian und die Nighttrain-Version von Michael Holm. Duck Sauce erreichten damit Platz 1 in Österreich, der Schweiz und Belgien (Flandern und Wallonien) sowie Platz 3 in Großbritannien und Deutschland. Das Duo ist zudem in Australien und Neuseeland erfolgreich. 2014 erschien das Album Quack.

## Mitglieder

### Armand Van Helden
Armand Van Helden wurde am 16. Februar 1970 in Boston geboren. Sein Vater war Niederländer indonesischer Abstammung, seine Mutter ist französischer und libanesischer Abstammung. Aufgrund des Berufes seines Vaters bei der US Air Force, reiste Van Helden schon als Kind rund um die Welt und lebte lange Zeit in den Niederlanden, der Türkei und Italien. Im Alter von 13 Jahren kaufte er sich einen Drumcomputer und zwei Jahre später begann er seine Laufbahn als DJ. Ein Remix von Deep Creeds Stay on My Mind wurde seine erste Veröffentlichung. 1992 erschien unter dem Namen Sultans of Swing die Platte Move It to the Left auf dem Label Strictly Rhythm.

### A-Trak
A-Trak wurde am 30. März 1982 in Montreal (Kanada) als Alain Macklovitch geboren. Mit 13 Jahren kaufte er sich seine ersten Turntables und sein erstes Mischpult. Bereits früh machte er sich einen Namen auf der internationalen Bühne und wurde als einer der ersten kanadischen DJs, der jüngste DMC World Champion. Mit 18 Jahren besaß Alain bereits fünf Weltmeistertitel und ging 2004 mit Kanye West auf Tour. Die neueste Entwicklung war die Gründung des Labels Fools Gold, bekannt mit The Cool Kids, Kid Sister, Chromeo, Crookers oder Kid Cudi.

## Diskografie

### Studioalben
- 2014: Quack (Fool’s Gold Records)

### EPs
- 2010: Greatest Hits (Fool’s Gold Records)

### Singles
| Jahr | Titel Album            | Höchstplatzierung, Gesamtwochen, AuszeichnungChartplatzierungen (Jahr, Titel, Album, Platzierungen, Wochen, Auszeichnungen, Anmerkungen) | Höchstplatzierung, Gesamtwochen, AuszeichnungChartplatzierungen (Jahr, Titel, Album, Platzierungen, Wochen, Auszeichnungen, Anmerkungen) | Höchstplatzierung, Gesamtwochen, AuszeichnungChartplatzierungen (Jahr, Titel, Album, Platzierungen, Wochen, Auszeichnungen, Anmerkungen) | Höchstplatzierung, Gesamtwochen, AuszeichnungChartplatzierungen (Jahr, Titel, Album, Platzierungen, Wochen, Auszeichnungen, Anmerkungen) | Höchstplatzierung, Gesamtwochen, AuszeichnungChartplatzierungen (Jahr, Titel, Album, Platzierungen, Wochen, Auszeichnungen, Anmerkungen) | Höchstplatzierung, Gesamtwochen, AuszeichnungChartplatzierungen (Jahr, Titel, Album, Platzierungen, Wochen, Auszeichnungen, Anmerkungen) | Anmerkungen                                                 |
| Jahr | Titel Album            | DE | AT | CH | UK | US | CA | Anmerkungen                                                 |
| ---- | ---------------------- | --- | --- | --- | --- | --- | --- | ----------------------------------------------------------- |
| 2009 | aNYway Greatest Hits   | — | — | — | UK22 (4 Wo.)UK | — | — | Erstveröffentlichung: 25. Oktober 2009                      |
| 2010 | Barbra Streisand Quack | DE3 Platin · (36 Wo.)DE | AT1 Platin · (26 Wo.)AT | CH1 Platin · (30 Wo.)CH | UK3 Platin · (16 Wo.)UK | US89 Gold · (1 Wo.)US | CA35 Platin · (22 Wo.)CA | Erstveröffentlichung: 5. Oktober 2010 Verkäufe: + 1.999.778 |
| 2011 | Big Bad Wolf –         | — | — | — | UK79 (1 Wo.)UK | — | — | Erstveröffentlichung: 12. November 2011                     |
| 2013 | It’s You Quack         | — | — | — | — | — | — | Erstveröffentlichung: 25. Juni 2013                         |

## Auszeichnungen für Musikverkäufe
| Goldene Schallplatte - Dänemark - 2011: für das Streaming Barbra Streisand - Finnland - 2011: für die Single Barbra Streisand - Spanien - 2011: für die Single Barbra Streisand Platin-Schallplatte - Belgien - 2011: für die Single Barbra Streisand - Dänemark - 2011: für die Single Barbra Streisand - Italien - 2011: für die Single Barbra Streisand - Neuseeland - 2013: für die Single Barbra Streisand - Schweden - 2011: für die Single Barbra Streisand | 2× Platin-Schallplatte - Australien - 2011: für die Single Barbra Streisand |

Anmerkung: Auszeichnungen in Ländern aus den Charttabellen bzw. Chartboxen sind in ebendiesen zu finden.
| Land/RegionAuszeichnungen für Musikverkäufe (Land/Region, Auszeichnungen, Verkäufe, Quellen) | Gold     | Platin       | Verkäufe | Quellen              |
| -------------------------------------------------------------------------------------------- | -------- | ------------ | -------- | -------------------- |
| Australien (ARIA)                                                                            | —        | 2× Platin2   | 140.000  | aria.com.au          |
| Belgien (BRMA)                                                                               | —        | Platin1      | 30.000   | ultratop.be          |
| Dänemark (IFPI)                                                                              | Gold1    | Platin1      | 30.000   | ifpi.dk              |
| Deutschland (BVMI)                                                                           | —        | Platin1      | 300.000  | musikindustrie.de    |
| Finnland (IFPI)                                                                              | Gold1    | —            | 5.878    | ifpi.fi              |
| Frankreich (SNEP)                                                                            | —        | —            | 147.500  | infodisc.fr FR2      |
| Italien (FIMI)                                                                               | —        | Platin1      | 39.000   | fimi.it              |
| Kanada (MC)                                                                                  | —        | Platin1      | 80.000   | musiccanada.com      |
| Neuseeland (RMNZ)                                                                            | —        | Platin1      | 15.000   | radioscope.co.nz     |
| Österreich (IFPI)                                                                            | —        | Platin1      | 30.000   | ifpi.at              |
| Schweden (IFPI)                                                                              | —        | Platin1      | 40.000   | sverigetopplistan.se |
| Schweiz (IFPI)                                                                               | —        | Platin1      | 30.000   | beta.musikwoche.de   |
| Spanien (Promusicae)                                                                         | Gold1    | —            | 20.000   | promusicae.es        |
| Vereinigte Staaten (RIAA)                                                                    | Gold1    | —            | 500.000  | riaa.com             |
| Vereinigtes Königreich (BPI)                                                                 | —        | Platin1      | 600.000  | bpi.co.uk            |
| Insgesamt                                                                                    | 4× Gold4 | 12× Platin12 |          |                      |